# Kostas Gatsioudis
Kostas Gatsioudis (Didimótico, Grecia, 17 de diciembre de 1973) es un atleta griego, especialista en la prueba de lanzamiento de jabalina, en la que llegó a ser subcampeón mundial en 1999.

## Carrera deportiva
En el Mundial de Sevilla 1999 ganó la medalla de plata en lanzamiento de jabalina, tras el finlandés Aki Parviainen y por delante del checo Jan Zelezny.
Además ha conseguido dos medallas de bronce en la misma prueba, en los mundiales de Atenas 1997 y Edmonton 2001.